# Книга Мерліна
«Книга Мерліна» (англ. The Book of Merlyn) — фентезійний роман артуріанської тематики англійського письменника Т. Г. Вайта. Написаний у вигляді висновку до роману «Король минулого і майбутнього», але опублікований окремо та посмертно.

## Сюжет
Книга розпочинається з приготування короля Артура до його останньої битви. Мерлін знову з'являється, щоб завершити навчання Артура та з'ясувати причину воєн. Як і в романі «Меч у камені», Мерлін знову навчає Артуру етики та політики, перетворюючи його на різних тварин.
Події останньої глави роману відбуваються лише за годину до вирішального бою між королем Артуром та його сином і племінником Мордредом. Артур не хоче битися після всього, що він дізнався від Мерліні. Він укладає угоду з Мордредом, щоб розділити Англію навпіл. Мордред погоджується. Під час укладення цієї угоди одного зі солдатів Мордреда вкусила змія. Солдат дістає свій меч. Протилежна сторона, не знаючи про змію, сприймає це як акт зради. Війська Артура нападають на Мордреда, під час битви Артур та Мордред гинуть.
Ґвіневера вирушає до жіночого монастиря й залишається там до самої смерті. Ланселот стає відлюдником і помирає подалі від людських очей. Останнє його диво — створити кімнату, в якій він помре, з райським ароматом.

## Концепція та створення
Вайт, надихачись книгою Томаса Мелорі «Смертю Артура», визнав, що головною темою його роману є пошук «протиотрути від війни». Замість того, щоб містити чіткий сюжет, ця книга читається скоріше як дискурс про війну та людську природу.
Вайт продовжив антивоєєну тематику з романів «Меч у камені» (1938), «Королева повітря та темріяви» (1939) та «Хворо створений лицар» (1940). У листопаді 1941 року Теренс надіслав свої рукописи романів «Свічкою на вітрі» (частина 4) та «Книга Мерліну» (частина 5) своєму видавцеві з наміром видати всі п’ять частин разом, в одній книзі. Видавець відмовився їх друкувати через дефіцит паперу в умовах воєнного часу та антивоєнне послання Вайта.
Вайт врятував частини відкинутого тексту, включивши сцени з «Книги Мерліна» у перевиданій частині роману «Король минулого й майбутнього» «Меч у камені», який було видано в 1958 році.

## Повтона знахідка та видання
Гуманітарний науковий центр Harry Ransom Center з Техаського університету придбав більшу частину особистих паперів та рукописів Вайта у період з 1967 по 1969 роки. 1975 року оригінальний рукопис «Книги Мерлін» був виявлений серед цієї колекції, після чого підготовлений до друку University of Texas Press у 1977 році під назвою «Книга Мерліна: Неопублікований висновок короля минулого та майбутнього» з прологом Сильвії Таунсенд Ворнер та ілюстраціями Тревора Стаблі.